# Cipriani Potter

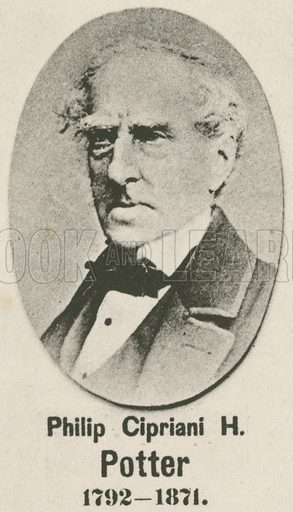
Cipriani Potter omstreeks 1870

Philipp Cipriani Hambly Potter (Londen, 3 oktober 1792 – aldaar, 28 september 1871) was een Engels pianist, componist, muziekpedagoog en bestuurder.
De naam ‘Cipriani’ kwam van zijn peettante, een zus van de kunstenaar Giovanni Baptista Cipriani (1727–1785). De kleine Cipriani werd ‘Chip’ of ‘Little Chip’ genoemd vanwege zijn kleine gestalte.

## Levensloop
Potter groeide op in een muzikaal gezin. Zijn vader, Richard Huddleston Potter (1755–1821) was fluitist, violist en pedagoog. Van hem kreeg hij zijn eerste lessen toen hij zeven was.
Al vrij snel kreeg hij les van Thomas Attwood (organist van St Paul's Cathedral en een voormalige Mozart-leerling) en William Crotch (hoogleraar muziek in Oxford en een prominente naam in Londen als leraar en componist) voordat hij studeerde bij Joseph Wölfl, de Oostenrijkse pianist, componist en 'rivaal' van Beethoven, die zich in 1805 in Londen had gevestigd. Hoewel Wölfl niet lang in Londen verbleef - hij stierf plotseling in 1812 - was hij een populair figuur onder het muziek minnende publiek, niet in de laatste plaats vanwege zijn Pianoconcert in G majeur (Op 36, 'Le calme') dat in 1806 kort maar erg succesvol was in de Britse hoofdstad. Na het beëindigen van zijn studie bij Wölfl, sloot hij zich snel aan bij de Philharmonic Society en werd lid in mei 1815. Het jaar daarop had Potter zodanig naam gemaakt als componist dat de Society twee werken bij hem had besteld, waaronder een concertouverture in E mineur die uitgevoerd werd op 11 maart 1816. Bovendien verscheen Potter zelf op 29 april van dat jaar als pianist in zijn eigen sextet voor piano, fluit en strijkers.
Omdat de Napoleontische Oorlogen beëindigd waren kon Potter uitgebreide studie- en concertreizen maken door Duitsland, Italië en Frankrijk.
Op advies van Cramer ging Potter naar Wenen om Beethoven te ontmoeten. Uiteindelijk ontmoette Potter Beethoven die erg onder de indruk was van zijn pianospel en legde hem het een en ander uit over zijn pianosonates waar Potter een fervent liefhebber van was. Hij nam echter geen les van Beethoven, maar nam op diens advies contrapuntlessen bij Emanuel Aloys Förster, misschien wel de grootste contrapuntdocent sinds Beethovens leraar Albrechtsberger. De ontmoeting met Beethoven maakte op Potter een onuitwisbare indruk. Hij maakte er een verslag van in George Macfarren’s blad ‘Musical World’ met als titel Herinneringen aan Beethoven in 1839 (later herdrukt in The Musical Times in 1861). Na een kort verblijf in Wenen reisde Potter door naar Italië, waar hij grote waardering kreeg voor de Italiaanse opera en in het bijzonder voor die van zijn grootste meester van die tijd, Gioachino Rossini.
Hij settelde zich in de lente van 1819 in Londen en werd leraar piano en compositie aan de net opgerichte Royal Academy of Music. Als pianist gaf hij veel uitvoeringen van de pianoconcerten K451, 453, 456, 466, 467, 482, 488, 491 en 537 van Mozart die tot dan toe weinig uitgevoerd werden in de Britse hoofdstad. Zijn enthousiasme voor de pianomuziek van Beethoven bracht hem er ook toe op 15 april 1822 het Eerste Pianoconcert van de meester uit te voeren in de Philharmonic Society. De Engelse premières van het Derde Pianoconcert op 8 maart 1824 en het Vierde Pianoconcert op 7 maart 1825 volgden op dezelfde locatie. Zijn uitvoering van het Vijfde Pianoconcert moest wachten tot 12 juni 1843 bij een van zijn Benefietconcerten.
In 1822 werd Potter benoemd tot hoofdleraar piano aan de Royal Academy of Music in Londen. In 1832 volgde hij William Crotch op als directeur van het instituut. Hij bleef dit tot 1859 doen. Potter was de eerste in Engeland die systematisch les gaf in vormanalyse en had grote invloed op jonge componisten als de gebroeders George en Walter Macfarren, William Sterndale Bennett en Joseph Barnby.
Na 1837 componeerde Potter praktisch niets meer. Wel gaf hij voor uitgeverij Novello het complete piano-oeuvre uit van Mozart en voerde als dirigent veel uit van Schumann en Brahms. Zijn laatste openbare optreden, slechts enkele maanden voor zijn dood op 26 september 1871, was ook met een werk van Brahms. Hij voerde als pianist samen met Kate Loder de eerste privé-uitvoering van Brahms Ein deutsches Requiem uit in Londen op 10 juli in het huis van Sir Henry Thompson.

## Pianoconcerten
Van Potter wordt tegenwoordig zo goed als niets meer uitgevoerd. Zijn drie niet gepubliceerde pianoconcerten bevinden zich in de archieven van de Philharmonic Society in de British Library. Ze werden gecomponeerd tussen 1832 en 1835, na het voltooien van Symfonie nr. 10 in G mineur (1832) en vóór zijn tweede sextet voor blazers, strijkers en piano (1836) en de drie Shakespeare-ouvertures, Antony and Cleopatra (1835), Cymbeline (1836) en The Tempest (1837).
In Londen was een uitvoering van een pianoconcert met de componist-pianist als solist sinds 1800 heel erg populair. Potter was er zelf getuige van geweest als student toen pianisten als Field, Cramer, Hummel, Steibelt en Dussek regelmatig hun eigen concerten uitvoerden. En nadat hij terugkeerde van zijn Europese tournee, heeft hij ook ongetwijfeld kennis gemaakt met de concerten van anderen, zoals Kalkbrenner (die tussen 1814 en 1823 in Londen woonde), Moscheles (die zich in 1822 in Londen vestigde) en Cramer. Maar ook van de aanwezigheid van pianisten als Lucy Anderson, Maria Szymanowska, Daniel Schlesinger, Louise Dulcken en Johann Pixis, om nog maar te zwijgen van Mendelssohn die tijdens zijn eerste bezoek aan Engeland in 1829 Beethovens Vijfde Pianoconcert uitvoerde. De populariteit van de virtuoze pianist bleef onverminderd, zoals blijkt uit de bezoeken aan Londen in de jaren 1830 van Field, Hummel en Herz. Mendelssohn voerde zijn Eerste Pianoconcert uit onder leiding van Potter in 1832. Bovendien begon Potters meest getalenteerde leerling, de jonge Sterndale Bennett, die zijn Tweede Pianoconcert aan hem opdroeg, in 1833 als solist op te treden met zijn eigen concerten. In deze vruchtbare omgeving werden Potters pianoconcerten geïntroduceerd, niet bij de Philharmonic Society, maar tijdens zijn kleurrijke Benefietconcerten.

## Overige Werken (selectie)
Naast de drie pianoconcerten schreef Potter gedurende de periode 1819 en 1837:
- Tien symfonieën,
- Zes ouvertures,
- Strijkkwartet
- Concertante voor piano, viool, cello en contrabas op de melodie Les Folies d’ Espagne
- Introductie en Rondo voor piano quatre-mains
- Il compiacente (andante en allegretto) voor piano
- Sonate voor piano
- Drie toccata’s voor piano
- Rondeau brillant in C voor piano
- Triosonate voor piano, hoorn en fagot
- Sextet in Es voor piano, fluit, klarinet, altviool, cello en contrabas